# Chiesa di Sant'Alessandro (Fara Gera d'Adda)
La chiesa di Sant'Alessandro è la parrocchiale di Fara Gera d'Adda, in provincia di Bergamo e arcidiocesi di Milano; fa parte del decanato di Treviglio.
È la prima chiesa dedicata a Sant'Alessandro posta fuori dal territorio della città orobica. Sin da documenti duecenteschi è testimoniato il godimento da parte di essa del titolo di chiesa arcipretale e in quanto tale il parroco assume automaticamente il titolo di arciprete.

## Storia
Il primo luogo di culto di Fara dedicato a sant'Alessandro fu la basilica autarena, eretta nel VI secolo come luogo di culto ariano, di cui sopravvivono una navata e l'abside, inglobate nell'oratorio di Santa Felicita. 
A partire dal Duecento si hanno notizie dell'arcipretura farese; nel Liber seminarii del 1564 è citata la canonica della chiesa di Sant'Alessandro con tre canonicati e una rettoria e nel 1575 l'arcivescovo di Milano Carlo Borromeo trovò che nella parrocchiale, avente come filiali le chiese di Sant'Andrea, di Santa Maria, di Sant'Eusebio, dei Santi Nabore e Felice, di San Giorgio e di San Lazzaro, aveva sede la scuola di Santa Maria.
La parrocchiale, già ricostruita nel XVII secolo con orientamento opposto all'attuale, venne nuovamente riedificata tra il 1761 e il 1777 su disegno del cremonese Antonio Chiosi riutilizzando le fondamenta e i materiali della chiesa seicentesca; alcuni anni dopo, nel 1784 passò dalla diocesi di Bergamo all'arcidiocesi di Milano, in modo tale che i confini ecclesiastici coincidessero con quelli politici tra la Serenissima Repubblica di Venezia e il Ducato di Milano.
I due culti principali celebrati in essa e testimoniati da secoli sono la festa del martire Alessandro il 26 agosto e l'Invenzione della Santa Croce il 5 maggio, caduta però in disuso dagli anni sessanta del Novecento.
Sino al 1934 la chiesa si interrompeva all'altezza dell'attuale campanile con la medesima facciata odierna. Dato il grande afflusso di fedeli dovuto principalmente ai residenti stagionali per il lavoro nell'adiacente stabilimento del Linificio Canapificio Nazionale si optò per un allungamento del tempio nei termini di una campata e nel cambio di destinazione delle sagrestie che sarebbero divenute ad uso dei fedeli con conseguente edificazione di una nuova sagrestia. Fu così che circa nel 1932 iniziarono i lavori e per conservare la bella facciata, l'architetto Paolo Mezzanotte pensò di tagliare la facciata in alcuni punti permettendo di farla avanzare quanto necessario senza alterarla. I lavori ebbero fine nel 1934 e furono conclusi con la consacrazione del tempio avvenuta il 25 agosto 1934 ad opera dell'arcivescovo Alfredo Ildefonso Schuster. 
Nel 1972, con la riorganizzazione territoriale dell'arcidiocesi voluta dal cardinale Giovanni Colombo, la parrocchia entrò a far parte del decanato di Treviglio, nato dalla trasformazione del precedente omonimo vicariato; nel 1986 la chiesa venne adeguata alle norme postconciliari mediante l'aggiunta dell'altare rivolto verso l'assemblea, fisso e dedicato.

## Descrizione

### Esterno
La facciata a salienti della chiesa, rivolta a oriente e scandita da paraste d'ordine gigante con capitelli corinzi, è suddivisa da una cornice marcapiano in due registri; quello inferiore presenta centralmente il portale d'ingresso timpanato, mentre quello superiore è caratterizzato da una finestra e coronato dal frontone triangolare dentellato, che è sormontato da tre statue.
Annesso alla parrocchiale è il campanile a base quadrata, la cui cella presenta su ogni lato una monofora, protetta da balaustra e affiancata da lesene d'ordine ionico, ed è coronata dalla piccola cupoletta poggiante sul tamburo. Esso è dotato di un concerto di 8 campane in Sib fuso da Ottolina nel settembre del 1948.

### Interno
L'interno dell'edificio si compone di un'unica navata, sulla quale si affacciano i bracci del transetto e le cappelle laterali, introdotti da archi a tutto sesto, e le cui pareti sono scandite da lesene sorreggenti la trabeazione modanata e aggettante sopra la quale si imposta la volta; al termine dell'aula si sviluppa il presbiterio, rialzato di alcuni gradini e chiuso dall'abside di forma semicircolare.
Qui sono conservate diverse opere di pregio, tra le quali il Crocifisso, realizzato nel XVIII secolo e collocato sull'altare maggiore, e gli affreschi della cupola.
La chiesa è dotata di un organo di notevole interesse posto in controfacciata, costruito dalla ditta organaria Tamburini nel 1939 e composto di due manuali e pedaliera.